# Оно того не стоит (фильм)
«Оно того не стоит» (фр. Détrompez-vous) — романтическая комедия, снятая французским режиссёром Бруно Дега по собственному сценарию в 2007 году.

## Сюжет
Тома, муж Кароль, изменяет жене с Лизой, супругой Лионеля. Их дети (Зои и Элиот) дружат. И родители иногда пересекаются в школе. Однажды Кароль попадает на прием не к своему врачу, а к Лионелю, в разговоре с которым раскрываются некоторые факты. Кароль решает проследить за Тома, а Лионель за Лизой. Обман раскрыт, но обманутые супруги решают не подавать на развод, а вернуть своих любимых в семью. 

## В ролях
- Алис Тальони — Кароль
- Франсуа Клюзе — Лионель
- Рошди Зем — Тома
- Матильда Сенье — Лиза

## Съёмки
Съёмочный процесс преимущественно проходил в Лионе, финальные сцены снимались на острове Кавалло.

## Сноски
1. ↑  Détrompez-vous Box-Office. Дата обращения: 20 октября 2019. Архивировано 20 октября 2019 года.
2. ↑  Détrompez-vous Архивная копия от 20 октября 2019 на Wayback Machine - AlloCiné
3. ↑  Détrompez-vous : "à quatre, ça va être compliqué" (Fabien Lemercier). Дата обращения: 20 октября 2019. Архивировано 5 апреля 2016 года.